# Bumaji jezik
Bumaji jezik  (ISO 639-3: byp) nigersko-kongoanski jezik kojim govori oko 11 400 ljudi (2000) u nigerijskoj državi Cross River u LGA Obudu; glavno središte gradić Bumaji.
Bumaji je jedan od devet jezika cross riverske podskupine bendi.

## Vanjske poveznice
- Ethnologue (14th)
- Ethnologue (15th)